# Natalie Augsburg
Natalie Augsburg (* 15. November 1983 in Krapkowice) ist eine ehemalige deutsche Handballspielerin.

## Karriere
Im Alter von 14 Jahren wechselte sie von der Leichtathletik zum Handball. Die 1,75 Meter große linke Außenspielerin spielte anfangs beim Rastatter TV und schloss sich im Jahre 2001 der TSG Ketsch an. Im Sommer 2007 wechselte sie zum HC Leipzig. Kurz nach Ende der WM 2013 in Serbien wechselte sie im Dezember 2013 zu den Füchsen Berlin. Nach der Saison 2014/15 beendete sie ihre Karriere.
Natalie Augsburg stand im Aufgebot der deutschen Nationalmannschaft. Ihr erstes Spiel für die Nationalmannschaft bestritt sie am 26. Mai 2010 in Novo mesto gegen Slowenien. In 78 Länderspielen warf sie 129 Tore. Mit Deutschland nahm sie an der Weltmeisterschaft 2013 teil und erzielte neun Treffer in sieben Partien.
Zu ihren sportlichen Erfolgen gehören die Deutsche Meisterschaft 2009 und 2010 und der DHB-Pokalsieg 2008.
Sie ist Studentin der Wirtschaftspädagogik an der Universität in Mannheim und Leipzig.